# Anders Andersson i Österby
Anders Andersson (i riksdagen kallad Andersson i Österby), född 29 augusti 1799 i Hällestads socken, Östergötlands län,  död där 11 januari 1867, var en svensk riksdagsman i bondeståndet.
Andersson företrädde Hällestads och Tjällmo samt Risinge tingslag och även Bråbo, Gullbergs samt Bobergs härader av Östergötlands län vid riksdagen 1844–1845 och för Hällestads och Tjällmo samt Risinge tingslag 1850–1851 och 1853–1854.
Vid 1844–1845 års urtima riksdag var han ledamot i bondeståndets enskilda besvärsutskott, tillfällig ledamot i statsutskottet, suppleant i förstärkta bankoutskottet och elektorssuppleant för val av tryckfrihetskommitterade. Under riksdagen 1850–1851 var han suppleant i bevillningsutskottet. Andersson var vid 1853–1854 års riksdag suppleant i bevillningsutskottet, i förstärkta bankoutskottet och i förstärkta statsutskottet.